# Leon Sculy Logothetides
Leon Sculy Logothetides (également connu comme Sculy Logotheti ou seulement Sculy, parfois sous la graphie de Scully ou, à tort, Scully-Logothely ; né en 1853 à Piatra Neamț, principauté de Moldavie, et mort en 1912 à Iași, royaume de Roumanie) fut un politicien, membre de la Chambre des députés, et chirurgien roumain, professeur à la faculté de médecine de Iași, l'un des fondateurs de l'école de chirurgie de Iași.

## Biographie
Issu d'une famille d'origine grecque, Leon Sculy eut comme parents Sculy Logothetides (Sculy, le prénom, se changeant en nom à la génération suivante), boyar de rang inférieur installé à Piatra Neamț, et Caliopi Caraghioz. Il eut un frère, l’avocat Vasile Sculy (1844 - 1918), député et sénateur, marié à Sofia Exarhu, et une sœur, Cleopatra. Un autre Leon Sculy de la famille, avec lequel il est parfois confondu, fut son neveu, le fils de son frère Vasile, qui fut marié avec la princesse Marguerite Marie Catherine Caradja (1893–1933), descendante de la famille Caradja.
Leon Sculy suivit les études secondaires à Paris et, ensuite, celles de médecine à la faculté de médecine de Montpellier et de la faculté de médecine de Paris,. Ayant obtenu le doctorat en médecine et chirurgie en 1879, il revint à Iași et, la même année, fut nommé professeur d'anatomie et histologie à la faculté de médecine nouvellement créée. Le 1/13 décembre 1879 c’est lui qui fut chargé du cours inaugural d’anatomie.
Leon Sculy s’est formé en tant que chirurgien dans le service du professeur Ludovic Russ senior. Nommé professeur de chirurgie en 1881, il fut le premier doyen de la Faculté de médecine occupant ce poste entre 1879 et 1881,.
Organisateur de l’assistance sanitaire, ses efforts aboutirent à la création d’un deuxième service de chirurgie à Iași, service dans lequel il aborda le traitement chirurgical des pathologies abdominales, thoraco-pulmonaires et neurochirurgicales. Leon Sculy fut le premier en Roumanie à pratiquer, en décembre 1904 - janvier 1905, la décortication pulmonaire chez des patients avec épanchement pleural purulent chronique.
Introduisant dans son service l’asepsie et l’antisepsie, la stérilisation du matériel à l'autoclave et l'utilisation de l'eau stérile pour le lavage des mains, Leon Sculy fut parmi les premiers à utiliser la radiologie en Roumanie, en installant un appareil à l’hôpital Saint Spyridon de Iași. Sous sa direction ont été formés des personnalités de la chirurgie roumaine tels que Ernest Juvara, Ion Tănăsescu, Paul Anghel et Nicolae Hortolomei,.